# Lepena (Słowenia)
Lepena – wieś w Słowenii, w gminie Bovec. W 2018 roku liczyła 33 mieszkańców.